# 741
741 (DCCXLI) fue un año común comenzado en domingo del calendario juliano, en vigor en aquella fecha.

## Acontecimientos
- San Zacarías sucede a San Gregorio III como papa.
- Carloman y Pipino el Breve suceden a su padre Carlos Martel como mayordomos de palacio.
- La revuelta bereber comenzada el año anterior se intensifica en al-Ándalus. Los cerca de 10000 supervivientes de las tropas sirias enviadas por el califa, al mando de Balch, pasan a la península ibérica para apoyar al valí Abd al Malik.
- La Catedral de York se quema.
- John Fabriaco es nombrado cónsul romano y magister militum.
- 18 de junio: Constantino V sucede a León III como emperador del Imperio Bizantino.

## Nacimientos
- Tasilón III de Baviera, duque de Baviera, último heredero de la dinastía bávara Agilolfinga.

## Fallecimientos
- 28 de noviembre, Gregorio III, papa.
- Carlos Martel, sucedido por su hijo, Pipino el Breve
- Uqba ibn al-Hachchach al-Saluli, valí de Al-Ándalus.
- Abd al-Málik ibn Qatan al-Fihri, valí de al-Ándalus.
- León III (emperador) emperador del Imperio bizantino muere el 18 de junio